# SuperMemo
SuperMemo是一个记忆类软件，有20多年开发的历史。属于商业软件。主要通过一个独特的算法即阶段性重复来帮助学习者去实现长期记忆。因此在语言类学习中使用者较多。使用者可以自己制作词库。
到目前为止主要包括以下五个版本：
- SuperMemo 98：免费版。
- SuperMemo 2006
- SuperMemo 2008
- SuperMemo 15
- Supermemo 17
- Supermemo 18
- Supermemo.com (全新的跨平台架构，算法继承于Supermemo 15，售卖课程为主，取代了Supermemo UX，制作自己的词库有巨大限制)
- SuperMemo UX：跨平台，多媒体功能有所增强。(已经停止维护)

## 类似软件
- Mnemosyne
- Anki